# Theligonaceae
Theligonaceae (ou Thelygonaceae) é uma família de plantas dicotiledóneas. Segundo Selon Watson & Dallwitz ela compreende três espécies num único género:
- Theligonum

No sistema APG II esta família não existe: o género é incluído na família Rubiaceae.